# 이기욱 (가수)
이기욱(1984년 5월 3일 ~ )은 대한민국의 싱어송라이터이자 프로듀서로, 음악 그룹 디오지의 멤버이다.

## 개요
이기욱은 고교생부터 멤버 유준성과 같이 활동을 시작하여, KBS 전국노래자랑 최우수상, MBC 팔모모창대회 대상 등을 수상하며 컨테스트에서 우승하였다.
앨범 작업 중, 가이드곡으로 만들었던 아리가또고자이마스를 뮤직비디오를 촬영한 후 YouTube 조회수가 150만이 넘는 인기 동영상이 되어 싱글을 발매하게 된다. 이 곡으로 큰 인기를 얻은 DOZ는 뒤이어 두 번째 싱글 다른여자 만나니까 좋더라를 발표했다. 이 앨범의 타이틀곡인 다른여자 만나니까 좋더라의 뮤직비디오는 아리가또 고자이마스와 마찬가지로 DOZ가 직접 제작하였다. 또한, 이때 일본의 유명 메이저 회사인 avex와 계약후 일본진출을 했으며, 막걸리 CF촬영(이동재팬 '닛코리 막걸리')과 각종 버라이어티 프로그램 출연, 일본 가수들과의 공연등 일본에서 여러면에서 두드러지는 활동을 보여준다. 그리고 DOZ는 한국으로 귀국해 정규1집 첫경험을 발매했다. 타이틀곡 야호를 통해 그들은 공중파에 데뷔한다.
2011년 소속사, SniperSound와 결별한 뒤 네오위즈인터넷과 계약을 맺고 스텝밟어를 시작으로 한달에 앨범 1개씩을 내겠다는 목표로 앨범을 계속 발매하고 있다
2013년 무소속으로 있던 중 아웃사이더가 사장으로 있는 아싸 커뮤니케이션에 들어가게 되었다.

## 같이 보기
- 디오지
- 유준성